# Galo Plaza Lasso
Galo Lincoln Plaza Lasso de la Vega (Nueva York, 17 de febrero de 1906-Quito, 28 de enero de 1987) fue un político y diplomático ecuatoriano, presidente de la República del Ecuador entre el 1 de septiembre de 1948 y el 31 de agosto de 1952 y secretario general de la Organización de Estados Americanos (OEA) desde 1968 a 1975. Fue además alcalde de Quito en 1937, embajador del Ecuador en los Estados Unidos de 1944 a 1946 y firmante de la carta de la Organización de las Naciones Unidas (ONU) en 1945.

## Biografía
Nació en Nueva York en 1906 durante el exilio de su padre, el general y expresidente Leonidas Plaza Gutiérrez. Su madre fue Avelina Lasso de la Vega y Ascázubi. Hacienda Zuleta

Heredero de dos de las familias más opulentas del país, fue propietario de extensos latifundios en la Sierra ecuatoriana, entre estos la . Hacienda Zuleta, en la provincia de Imbabura, en donde pasó buena parte de su vida y fue conocido por los indígenas como Patrón Galito. Políticamente, fue adversario del presidente José María Velasco Ibarra.

### Matrimonio y descendencia
El 7 de marzo de 1933, contrajo matrimonio con Rosario Pallares Zaldumbide, con quien tendría seis hijos, cinco mujeres y un varón:
- Elsa Plaza Pallares, casada con Ricardo Crespo Zaldumbide. Con descendencia.
- Luz Avelina Plaza Pallares, casada con Manuel Polanco, Con descendencia.
- Rosario Plaza Pallares, casada con Patricio Álvarez Drouet. Con descendencia.
- Galo Plaza Pallares, casado con María del Rosario Gómez de la Torre y Arteta. Con descendencia.
- Marcela Plaza Pallares, casada con Mario Zambrano Iturralde. Con descendencia.
- Diana Margarita Plaza Pallares, casada con Álvaro Ponce Almeida. Con descendencia.

### Deportes y toros
Hubo dos pasatiempos que ocuparon la vida y la pasión de Galo Plaza Lasso: los deportes y los toros. Sobre el primero, desde su juventud practicó muchos deportes en la escuela y el colegio, desde el fútbol cuando jugaba en el Club Benalcázar hasta los deportes olímpicos por lo que cooperó para que se construya el estadio Olímpico Atahualpa, y el fútbol americano que practicó durante sus estudios universitarios en Estados Unidos. También fue dirigente deportivo. Por otro lado, su afición por los toros lo motivó a impulsar la construcción de una plaza de toros. Era asiduo espectador de las corridas desde las pequeñas realizadas en el campo y su hacienda como en la ciudad durante las fiestas de Quito.

## Vida política
Debido a que fue hijo de Plaza, la política formó parte de su vida desde temprana edad, de manera indirecta. Cuando era joven, al ver las experiencias de su padre en la política buscaba mantenerse al margen puesto que lo consideraba como «un deporte de golpes bajos». Años más tarde, se iniciaría en la política a los treinta años como concejal, y posteriormente como presidente del Consejo Municipal de Quito. Posteriormente fue nombrado por Aurelio Mosquera Narváez Ministro de Defensa, teniendo un papel decisivo en la disolución de la nueva Constitución no promulgada en 1938. Fue elegido diputado por Pichincha en 1946, puesto que lo llevó a la presidencia. Al terminar su mandato fue enviado de las Naciones Unidas para mediar los conflictos en África y Chipre. Fue candidato presidencial por el Partido Liberal en las Elecciones presidenciales de Ecuador de 1960 perdiendo ante Velasco Ibarra. Su cargo más importante fue asumir la Secretaría General de la Organización de Estados Americanos en el año 1968.

## Presidencia de Ecuador

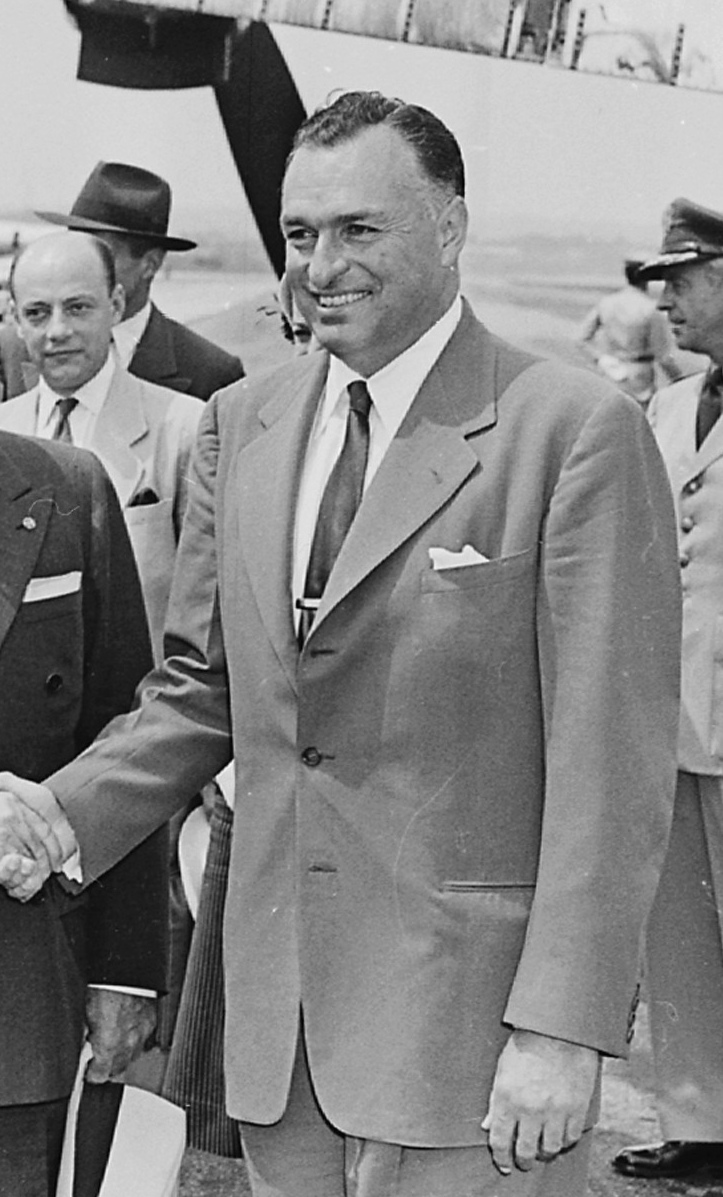
El presidente Plaza Lasso en 1951

Cuando llegó a la presidencia, ceñiría en la sesión solemne del Congreso, la misma banda que había usado su papá, Leonidas. Durante su discurso de posesión afirmaría:
Pienso que el concepto «democracia» ha insurgido en el mundo de posguerra como un planteamiento liberal de avanzada, en cuanto ha hallado y se dispone a continuar hallando soluciones prácticas y vigorosas para el mejor entendimiento humano, singularmente en el campo de la economía social y en los primeros pasos hacia una paz durable entre pueblos y naciones. Creo sinceramente que el Ecuador necesita remozar el espíritu liberal, dar impulso y energía permanente a los postulados esenciales del liberalismo, e imprimirles una dirección firme hacia la justicia social.
Plaza fue un gobernante conciliador en lo político y desarrollista en lo económico. Contó en el Congreso con el apoyo de los liberales. A la mitad del período ejecutivo llamó a los socialistas a colaborar en su Gabinete. Carlos Cueva Tamariz ocupó la cartera de Educación y el liberal Andrés F. Córdova, la de Gobierno. Respetó la separación de la Iglesia y el Estado, abrió las puertas a las misiones protestantes y profesionalizó la burocracia con la Ley de Servicio Civil y Carrera Administrativa. Los conservadores y velasquistas y la Concentración de Fuerzas Populares (C. F. P.), partido populista recién fundado por Carlos Guevara Moreno, le hicieron oposición. La más violenta y corrosiva provino de Guevara en Momento, revista de la C. F. P que, como escribe el biógrafo de Velasco, Rafael Arízaga Vega, «usaba un lenguaje no oído en el Ecuador desde los tiempos legendarios de las campañas de Manuel J. Calle». De ordinario moderado, Plaza Lasso halló una coyuntura legal para silenciar la revista, enjuiciar a los líderes cefepistas y encarcelarlos por más de un año. La clase media simpatizaba con Plaza Lasso, pero el pueblo era velasquista y los marginados empezaban a engrosar el cefepismo. El núcleo de la política económica de Plaza fue la producción. Para moverla se asesoró con numerosas misiones internacionales públicas y privadas y se apoyó en el capaz ministro de Economía Clemente Yerovi Indaburo. 

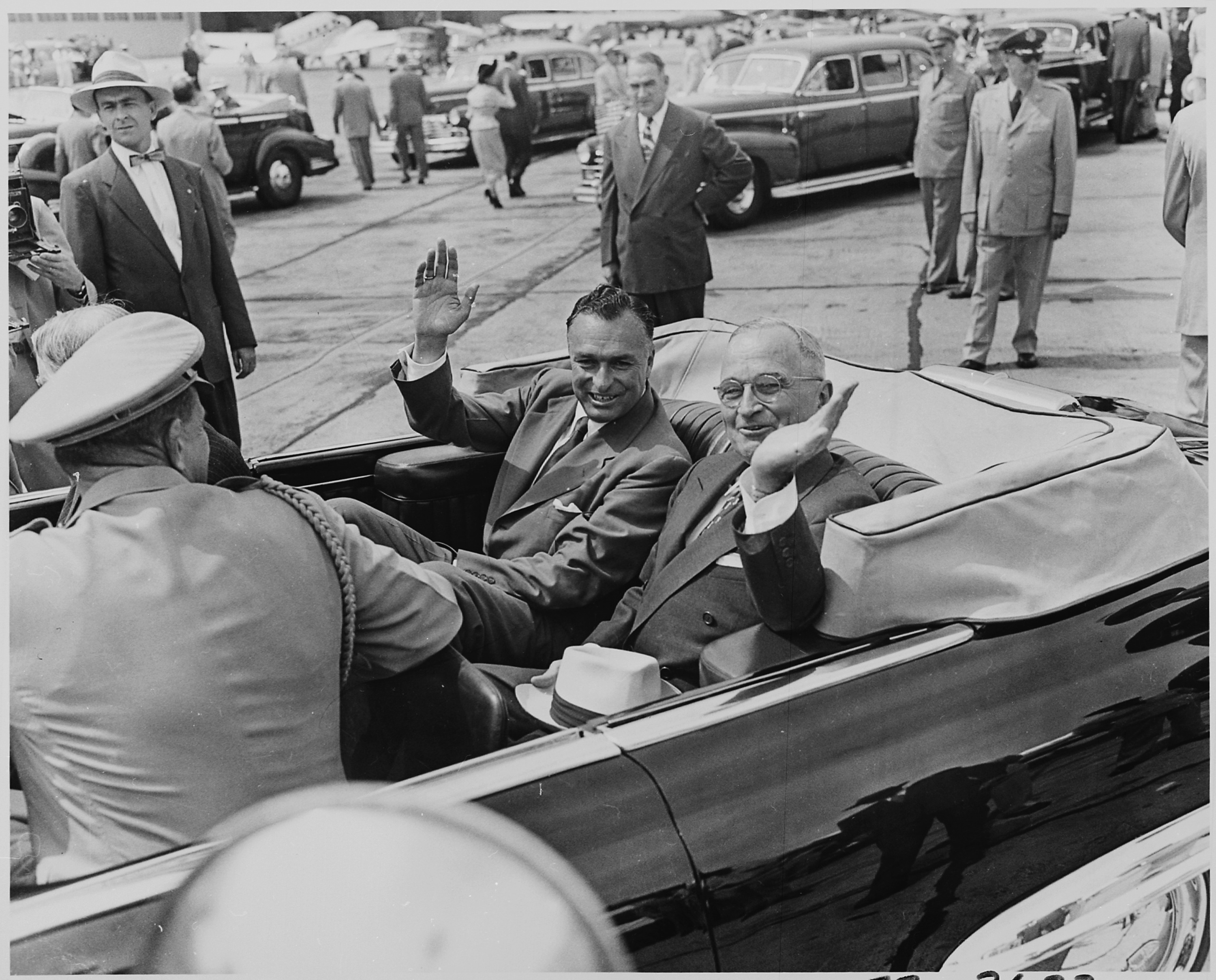
Galo Plaza Lasso junto a Harry S. Truman en 1951, durante una visita de Estado a los Estados Unidos.

Ecuador se convirtió en importante exportador de banano. Mejoró la producción de arroz, cacao, café, algodón y petróleo. Creció la ganadería. Se tecnificó la agricultura y se combatió la erosión del suelo. Se reforestó. Las exportaciones se duplicaron entre 1948 y 1952 y el dólar se mantuvo en 17 sucres. En 1950, se llevó a cabo el primer censo nacional de población: Ecuador tenía 3 211 916 habitantes; Quito, 209 932 y Guayaquil, 256 966. Y la CEPAL elaboró el primer informe económico global que se hacía sobre Ecuador. El 5 de agosto de 1949, un terremoto en la provincia de Tungurahua destruyó parcialmente a Ambato, sepultó a Pelileo y arrasó a Pillaro. Ocho mil fueron los muertos y decenas de millares las viviendas afectadas. Ayudado por la solidaridad de los ecuatorianos y de todo el continente, Plaza emprendió con fortaleza y método la tarea de la reconstrucción. El historiador Jorge Salvador Lara juzga así a Galo Plaza: «Sus claras dotes de realismo le hicieron ganar batallas difíciles ante las cuales otros habrían sucumbido o desertado». El sociólogo izquierdista Agustín Cueva anota que «la administración de Plaza representa el mayor logro de la dominación burguesa en el Ecuador».
Como presidente logró fomentar la exportación agrícola del Ecuador, creando estabilidad económica durante su gobierno. Durante su presidencia ocurrió el terremoto de Ambato, en el cual murieron aproximadamente ocho mil personas, y los daños afectaron las provincias de Tungurahua y Cotopaxi, especialmente en la ciudad de Ambato y los pueblos aledaños de Pelileo y Píllaro. Para su reconstrucción encargó al arquitecto Sixto Durán Ballén dichas labores. Además, fue el primer presidente electo en terminar su presidencia en veintiocho años. En su gestión se restauró el Teatro Nacional Sucre, inaugurado en 1886. 
Su estilo de trabajo era sencillo pero intenso, y estableció una jornada única en el Palacio. Empezaba sus labores en su propia casa, ya que no quería ocupar una casa presidencial especial. Con su hábito madrugador de agricultor adelantaba sus responsabilidades y despachaba su correspondencia ágilmente. Después de un largo periodo de incertidumbre democrática, con Galo Plaza empezó de nuevo la estabilidad, lo que lo convirtió en referente para la prensa internacional, ya que Ecuador era «uno de los pocos países libres y democráticos en el Hemisferio Occidental. Sólo en otros cinco países Latinoamericanos hay ahora completa libertad de imprenta: Uruguay, Chile, México, Cuba y Costa Rica» y consideraban que su presidente era un «liberal entusiasta que no ha prometido milagros ni auspiciado teorías revolucionarias».
Fue presidente además, pocos años después de la creación de la Casa de la Cultura Ecuatoriana, por lo que buscó en lo internacional promover la cultura de su país y designó en puestos diplomáticos a escritores, poetas y novelistas como Gonzalo Escudero, Jorge Carrera Andrade, Jorge Icaza, Raúl Andrade, Jorge Fernández, Adalberto Ortíz, Enrique Garcés, Luis Maldonado Tamayo, Demetrio Aguilera Malta, Rodrigo Jácome, Leopoldo Benítez Vinueza, Hugo Moncayo, Alfonso Rumazo, José Rumazo y Jorge Salvador Lara. 
Además, se esforzó por mejorar la situación de los militares. Defendió el sentido del Ejército como guardián de la Constitución y las libertades republicanas. De esta manera manejaba la política internacional, con miras a la relación con Perú y al mismo tiempo se ganó el respaldo de las fuerzas armadas lo que le permitió cumplir su periodo y terminar con el período más complejo de estabilidad política de ese país que se resumía popularmente bajo la frase «27 presidentes en 27 años».
Escéptico sobre las posibilidades de la Amazonía ecuatoriana en cuanto a la producción petrolera, llegó a pronunciar la frase «El Oriente es un mito». Mientras ejerció la presidencia del Ecuador, continuó viviendo en su residencia particular, ubicada al centro norte de Quito, en el barrio de La Mariscal, que luego albergó a la Academia Diplomática del Ecuador y a la secretaría de la Unasur. 
Al terminar su periodo, en su mensaje ante el congreso pudo decir, con mucha felicidad, que su presidencia había sido la demostración de que es posible gobernar a Ecuador con instituciones, libertades y con democracia. Para prueba de ello, había respetado las votaciones y el proceso electoral, respetó a los individuos, a la opinión pública, al Congreso Nacional conformado por socialistas, conservadores y liberales, y a todas las dependencias del Estado. En las elecciones de 1952 entregó el poder en una emotiva jornada cívica a quien sería su eterno rival político, José María Velasco Ibarra. Al día siguiente, se retiró a sus labores agrícolas para seguir trabajando por la modernización del agro en la Sierra de ese país.

## Diplomacia internacional

### Mediador en la ONU y candidatura al Premio Nobel de la Paz
Ha sido reconocido por su desempeño como mediador de la ONU en los conflictos de Líbano (1958), Congo (1960) y Chipre (1964-1965). Todas las misiones las cumplió como un convencido de un sistema que había contribuido a crear en la conferencia de San Francisco años atrás. Su trabajo fue tan destacado que al final de su mediación en Chipre, en el año 1965 por propuesta de Ralph Bunche, quien fue Premio Nobel de la Paz y subsecretario general de las Naciones Unidas, propuso a Galo Plaza para el Premio Nobel de la Paz de ese año. Sin embargo, el premio fue otorgado a las Naciones Unidas en general, y no a la persona nominada. Además en esta organización fungió como presidente de la Comisión de la ONU para el Mercado Común Latinoamericano.

### Secretario general de la OEA

Galo Plaza Lasso, como secretario general de La Organización de los Estados Americanos en 1968.

Como secretario general de la OEA obtuvo una gran reputación por su indiscutido liderazgo. Fue elegido el 13 de febrero de 1968 y permaneció en el cargo por 7 años hasta 1975. Justo antes de eso se encontraba activo en su vida política y tuvo que renunciar a ella con el fin de aceptar el nuevo reto. Ante eso declaró:
En mis nuevas funciones trataré de ser un portavoz de los puntos de vista latinoamericanos, en particular de nuestro destino de integración, ante los pueblos anglosajones de la región; un servidor de los Gobiernos miembros de la Organización con la imparcialidad indispensable a un funcionario internacional; y un intérprete de la creciente significación de los pueblos americanos ante las demás regiones del mundo.
Anteriormente ya había sido miembro de la Delegación del Ecuador a la Conferencia Interamericana sobre Problemas de la Guerra y de la Paz, en el año 1945 en México, donde se establecieron las bases de la Carta de la OEA. Durante su tiempo en esa organización buscó coordinación y financiamiento para resolver los problemas comunes de todos los países del continente a través de las organizaciones como el BID y el CIAP, para lo cual, desde el primer año de su gestión realizó diversas visitas a las capitales de cada país del continente. En el año 1971 hubo un acontecimiento importante ya que por acusaciones de Ecuador en contra de medidas que se consideraron coercitivas por parte de Estados Unidos, que a su vez habían surgido como represalias porque se habían capturado barcos pesqueros de este país en las costas ecuatorianas, buscó la conciliación y trabajó por la definición de la extensión del mar económico. Su trabajo siempre se centró en mejorar la integración regional en el continente. Durante un banquete en Washington fue reconocido por el presidente Nixon, quien citó un discurso de Plaza y se refirió a él como el «hombre de las Américas». En el informe final de su cargo analizó desde los idearios continentales esbozados por Simón Bolívar hasta el discurso de llamamiento a los pueblos de América Latina del presidente Kennedy. Después de esto, regresó a la política de Ecuador ocupando distintas funciones y cargos públicos. Fue recibido con mucho afecto y destacó el comentario de Jorge Salvador Lara, periodista contrario a su ideología política, que lo calificó como «ecuatoriano universal».

## Libros publicados
Galo Plaza publicó dos libros:
- Problems of Democracy in Latin America en el año 1955. Fue un libro corto de 88 páginas que comprendía a tres conferencias que dio en la Universidad de North Carolina sobre su optimismo de integración regional entre las dos Américas.[9]

- The United Fruit Company in Latin America como coautor junto a Stacy May en el año 1976. Fue un estudio del impacto y beneficios positivos que tuvo esta empresa en sus operaciones a lo largo de Centroamérica y los países del norte de Sudamérica. Se detalló la historia de la industria, el tamaño del mercado, el comercio internacional con Norteamérica y Europa, los ingresos de los productores, las cosechas, posibles plagas, la compañía como una operación integrada internacional, la responsabilidad social, relaciones laborales y relaciones públicas. Si con su gobierno empezaría el boom bananero, sacando de una crisis económica a su país, a través de este libro mostraría sus conocimientos en la agricultura por las que fue admirado durante su vida.[10]

## Sucesión
| Predecesor: Desconocido                 | Presidente del Consejo Municipal de Quito 1 de enero de 1937-31 de diciembre de 1937                      | Sucesor: Desconocido               |
| Predecesor: Carlos Julio Arosemena Tola | Presidente de la República del Ecuador 1 de septiembre de 1948-1 de septiembre de 1952                    | Sucesor: José María Velasco Ibarra |
| Predecesor: José Antonio Mora           | 4.º secretario general de la Organización de los Estados Americanos 18 de mayo de 1968-7 de julio de 1975 | Sucesor: Alejandro Orfila          |
| Predecesor: Mariano Suárez Veintimilla  | Presidente del Tribunal Supremo Electoral de Ecuador 1977-1978                                            | Sucesor: Manuel Benjamín Carrión   |